# Championnat d'Éthiopie de football 1999-2000
Navigation
Saison précédente Saison suivante
La saison 1999-2000 du Championnat d'Éthiopie de football est la cinquante-quatrième édition de la première division en Éthiopie et la troisième à prendre la forme d'une première division nationale, la National League. Elle regroupe, sous forme d'une poule unique, les douze meilleures équipes du pays qui se rencontrent deux fois, à domicile et à l'extérieur. En fin de saison, pour permettre le passage du championnat à 14 clubs, le dernier du classement est relégué et remplacé par les trois meilleures formations de deuxième division.
C'est le club de Saint-George SA, tenant du titre, qui remporte à nouveau le championnat cette saison après avoir terminé en tête du classement final, avec sept points d'avance sur EEPCO (ex-Mebrat Hail) et huit sur Ethiopian Coffee. C'est le dix-septième titre de champion d'Éthiopie de l'histoire du club.

## Les clubs participants
| - EEPCO - Ethiopian Insurance FC - Ethiopian Bunna - Awassa City FC - Dire Dawa Railways FC - Adama City - Promu de D2 | - Dire Dawa Cherka Cherk - Guna FC - Banks Sports Club - Promu de D2 - Saint-George SA - Muger Cement FC - Trans Ethiopia FC - Promu de D2 |

## Compétition
Le barème de points servant à établir les classements se décompose ainsi :
- Victoire : 3 points
- Match nul : 1 point
- Défaite : 0 point

### Classement
| Rang | Équipe                 | Pts | J  | G  | N  | P  | Bp | Bc | Diff |
| ---- | ---------------------- | --- | -- | -- | -- | -- | -- | -- | ---- |
| 1    | Saint-George SAT       | 46  | 22 | 15 | 1  | 6  | 39 | 19 | +20  |
| 2    | EEPCO                  | 39  | 22 | 11 | 6  | 5  | 40 | 22 | +18  |
| 3    | Ethiopian CoffeeC      | 38  | 22 | 10 | 8  | 4  | 40 | 24 | +16  |
| 4    | Banks Sports ClubP     | 32  | 22 | 8  | 8  | 6  | 38 | 27 | +11  |
| 5    | Dire Dawa Railways FC  | 32  | 22 | 9  | 5  | 8  | 27 | 35 | -8   |
| 6    | Awassa City FC         | 31  | 22 | 7  | 10 | 5  | 26 | 27 | -1   |
| 7    | Muger Cement FC        | 28  | 22 | 8  | 4  | 10 | 34 | 33 | +1   |
| 8    | Guna FC                | 27  | 22 | 6  | 9  | 7  | 19 | 28 | -9   |
| 9    | Trans Ethiopia FCP     | 26  | 22 | 7  | 5  | 10 | 23 | 34 | -11  |
| 10   | Ethiopian Insurance FC | 25  | 22 | 7  | 4  | 11 | 39 | 43 | -4   |
| 11   | Adama CityP            | 23  | 22 | 5  | 8  | 9  | 28 | 38 | -10  |
| 12   | Dire Dawa Cherka Cherk | 8   | 22 | 1  | 5  | 12 | 15 | 41 | -26  |

|  | Qualification pour la Ligue des champions de la CAF 2001 et la Coupe Kagame inter-club 2001 |
|  | Qualification pour la Coupe des Coupes 2001                                                 |
|  | Qualification pour la Coupe de la CAF 2001                                                  |
|  | Relégation directe en deuxième division                                                     |
|  | T : Tenant du titre C : Vainqueur de la Coupe d'Éthiopie P : Promu de deuxième division     |

## Bilan de la saison
| Championnat d'Éthiopie de football 1999-2000 |                             |
| Champion                                     | Saint-George SA (17e titre) |
| Coupes et trophées                           |                             |
| Vainqueur de la Coupe d'Éthiopie 1999-2000   | Ethiopian Coffee            |
| Qualifications continentales                 |                             |
| Ligue des champions de la CAF 2001           | Saint-George SA             |
| Coupe des Coupes 2001                        | Ethiopian Coffee            |
| Coupe de la CAF 2001                         | EEPCO                       |
| Coupe Kagame inter-club 2001                 | Saint-George SA             |
| Promotions et relégations                    |                             |
| Promus en National League                    | Harrar City FC              |
| Promus en National League                    | Kombelcha Cherka Cherk      |
| Promus en National League                    | Wonji Sugar FC              |
| Relégués en Second League                    | Dire Dawa Cherka Cherk      |